# Michelle Ryan
Michelle Ryan (Enfield, Groot-Londen, 22 april 1984) is een Britse actrice.

## Carrière
Ryan startte haar carrière als actrice in 2000 met een rol in The Worst Witch. Tussen 2000 en 2005 was ze te zien in meer dan vijfhonderd afleveringen als Zoe Slater in de Britse soapserie EastEnders. In 2007 speelde ze even de rol van Jaime Sommers in de remake van de Amerikaanse sciencefictionserie Bionic Woman; echter werd deze reeks na tegenvallende kijkcijfers reeds na acht afleveringen beïndigd. Verder was ze te zien in onder meer Merlin, Doctor Who en de musical Cabaret.

## Filmografie
(Selectie)
- The Worst Witch, 2000, Dolores
- EastEnders, 2000-2005, Zoe Slater
- Bionic Woman, 2007, Jaime Sommers (hoofdrol)
- Jekyll, 2007, Katherine Reimer
- Merlin, 2008, Nimueh (hoofdrol)
- Doctor Who, 2009, Lady Christina de Souza
- Mister Eleven, 2010, Saz Paley (hoofdrol)
- Cockneys vs Zombies, 2012, Katy

- Bibliothèque nationale de France: cb167094830 (data)
- Gemeinsame Normdatei: 173929532
- International Standard Name Identifier: 0000 0001 1930 2576
- Library of Congress Control Number: no2010023629
- MusicBrainz: 647600da-7386-4e43-85c4-ed0473f98361
- Système universitaire de documentation: 168896850
- Virtual International Authority File: 8106149108422868780002